# Stazione di Nishi-Takaoka
La stazione di Nishi-Takaoka (西高岡駅?, Nishi-Takaoka-eki) è una fermata ferroviaria della città di Takaoka, nella prefettura di Toyama in Giappone. La stazione è gestita dalla JR West e serve la linea principale Hokuriku.

## Linee
JR West
■ Linea principale Hokuriku

## Struttura
La fermata è costituita da due marciapiedi laterali con due binari passanti. Le banchine sono collegate al fabbricato viaggiatori da un sovrappassaggio, e sono presenti servizi igienici, e una biglietteria automatica.
| 1 | ■ Linea principale Hokuriku | per Toyama e Naoetsu |
| 2 | ■ Linea principale Hokuriku | per Kanazawa e Fukui |

## Stazioni adiacenti
| 《                        | Servizio                  | 》                        |
| Linea principale Hokuriku | Linea principale Hokuriku | Linea principale Hokuriku |
| ------------------------- | ------------------------- | ------------------------- |
| Fukuoka                   | Locale                    | Takaoka                   |
| Il rapido non ferma       |                           |                           |